# Chavannes-de-Bogis
Chavannes-de-Bogis je obec na jihozápadě Švýcarska v kantonu Vaud. Žije zde přibližně 1 300 obyvatel.

## Geografie
Chavannes-de-Bogis leží v nadmořské výšce 479 m, vzdušnou čarou 7 km jihozápadně od okresního města Nyon. Obec se nachází na krajním jihozápadě kantonu Vaud na hřebeni mezi nížinou řeky Versoix a Ženevským jezerem.
Území obce o rozloze 2,9 km² pokrývá část hřebene mezi řekou Versoix na západě a Ženevským jezerem na východě. Nejvyšší bod Chavannes-de-Bogis je 482 m n. m. Západní hranici tvoří tok řeky Versoix, která se klikatí částečně bažinatou údolní nivou (Les Bataillards). Na jihu oblast zasahuje do lesa Bois de Portes. V roce 1997 bylo 23 % rozlohy obce pokryto zastavěnou plochou, 11 % lesy a lesními porosty, 58 % zemědělstvím a o něco méně než 8 % neproduktivní půdou.
K obci Chavannes-de-Bogis patří vesnice Péguey (476 m n. m.) východně od Versoix na okraji lesa Bois de Portes. Sousedními obcemi Chavannes-de-Bogis jsou Commugny na severu, Founex na jihovýchodě a Bogis-Bossey na severovýchodě (všechny kanton Vaud), Céligny na východě (kanton Ženeva) a Divonne-les-Bains na západě a severozápadě v sousední Francii.

## Historie
První mýcení bylo pravděpodobně provedeno ve 13. století na místě dnešního Chavannes-de-Bogis pod cisterciáckým opatstvím Bonmont a oblast byla rekultivována. První písemná zmínka o obci pochází z roku 1477 a nese název Cabane de Bogiez. Název místa je odvozen z vulgárního latinského capanna („chata, malé hospodářství“). Chavannes-de-Bogis patřilo pod pravomoc soudního vykonavatele z La Rippe, který vybíral desátky a daně pro opatství Bonmont. Opatství a páni z Gex měli nad vesnicí soudní pravomoc.
Po dobytí Vaudu Bernem v roce 1536 přešlo Chavannes-de-Bogis pod správu panství Nyon a v roce 1711 pod panství Bonmont. Po pádu Staré konfederace patřilo Chavannes-de-Bogis v letech  1798–1803 v období Helvétské republiky ke kantonu Léman, který byl poté po vstupu v platnost Ústavy o zprostředkování sloučen s kantonem Vaud.

## Obyvatelstvo
| Rok            | 1850 | 1880 | 1900 | 1910 | 1930 | 1950 | 1960 | 1970 | 1980 | 1990 | 2000 |
| Počet obyvatel | 97   | 132  | 143  | 113  | 142  | 131  | 152  | 137  | 341  | 986  | 1048 |

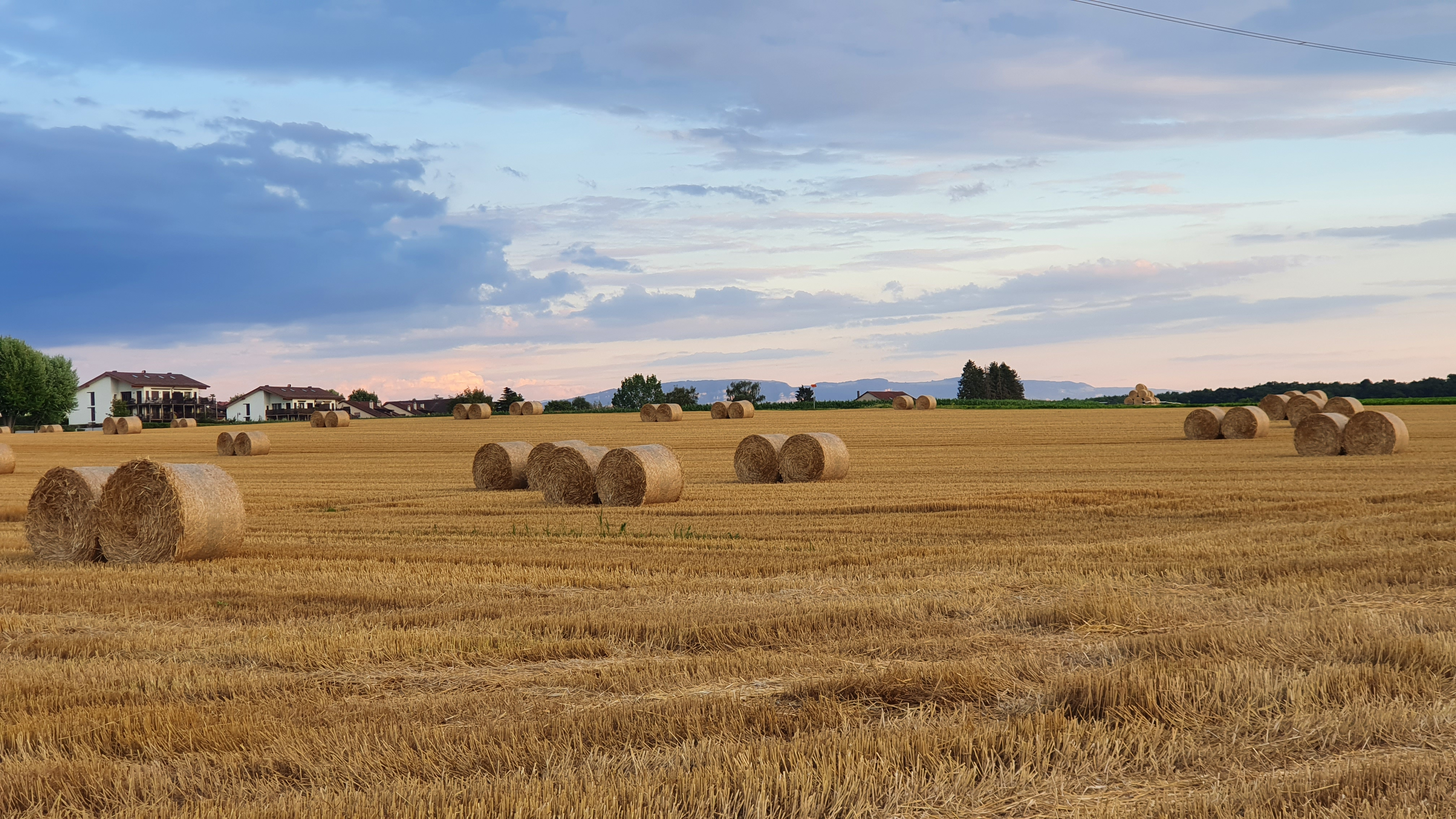
Zemědělství v obci

Z celkového počtu obyvatel je 72,0 % francouzsky mluvících, 12,6 % anglicky mluvících a 7,1 % německy mluvících (stav v roce 2000). Ve druhé polovině 20. století začal značný populační růst, kdy se během několika desetiletí počet obyvatel zvýšil na téměř desetinásobek.

## Hospodářství
Až do druhé poloviny 20. století byla obec Chavannes-de-Bogis především zemědělskou obcí. Dnes má zemědělství na úrodných půdách v okolí jako zdroj příjmů jen okrajový význam. Díky výbornému dopravnímu napojení na dálnici A1 se v Chavannes-de-Bogis v posledních 30 letech usadila řada firem. Patří mezi ně sklady, nakladatelství Slatkine Reprints, motel, nákupní centrum a řada řemeslných podniků. V posledních desetiletích se Chavannes-de-Bogis vyvinulo v rezidenční obec. Mnoho zaměstnanců dojíždí za prací převážně do Ženevy.

## Doprava
Obec se nachází přímo u sjezdu Coppet z dálnice A1 (Ženeva–Lausanne, otevřena v roce 1964). Nachází se zde hraniční přechod do sousední francouzské obce Divonne-les-Bains. Chavannes-de-Bogis je napojeno na síť veřejné dopravy prostřednictvím linky Postbusu z Nyonu do Coppet.